# Comuna Novomariivka, Bratske
Novomariivka (în ucraineană Новомар'ївка) este o comună în raionul Bratske, regiunea Mîkolaiiv, Ucraina, formată din satele Novomariivka (reședința) și Obuhivka.

## Demografie
Componența lingvistică a comunei Novomariivka
     Ucraineană (89,31%)
     Rusă (8%)
     Română (2,2%)
     Alte limbi (0,16%)
Conform recensământului din 2001, majoritatea populației comunei Novomariivka era vorbitoare de ucraineană (89,31%), existând în minoritate și vorbitori de rusă (8%) și română (2,2%).